# Костенко, Михаил Владимирович
Михаил Владимирович Костенко (1912—2001) — советский учёный, доктор физико-математических наук, член-корреспондент АН СССР.

## Биография
Родился 15(28).12.1912 в Николаеве. Член КПСС.
После окончания Ленинградского политехнического института (1938) работал там же, с 1955 г. профессор, заведующий кафедрой техники высоких напряжений.
В 1933—2000 гг.:
- студент, аспирант электромеханического факультета Ленинградского политехнического института,
- участник советско-финской войны, участник Великой Отечественной войны,
- профессор, заведующий кафедрой и лабораторией техники высоких напряжений Ленинградского политехнического института, председатель секции электрофизики высоких напряжений Научного совета РАН по комплексной проблеме "Научные основы электрофизики и электроэнергетики».

Умер в Санкт-Петербурге в 2001 году.